# Худобець Олександр Анатолійович
Худобець Олександр Анатолійович (нар. 1962 року) — український педагог, вчитель-методист. Заслужений вчитель України.

## Біографічні дані
Народився 1962 року в селі Новгородську Донецької області (нині Нью-Йорк). У 1984 році закінчив Київський державний педагогічний інститут імені Горького. Працює учителем історії спеціалізованої школи І-ІІІ ступенів № 173 м. Києва, а також завідувачем кафедри історико-суспільствознавчих дисциплін Українського гуманітарного ліцею Київського національного університету імені Тараса Шевченка.
У 2005 році здобув перемогу в Першому всеукраїнському конкурсі «Вчитель-новатор» та в загальноукраїнському конкурсі «Вчитель року» (обидва в номінації «Історія»).
У 2006 році ― член конкурсної комісії з історії Всеукраїнського конкурсу рукописів підручників для 6 класу загальноосвітніх навчальних закладів.
У 2007 році започаткував у школах Києва профспілковий урок. З 2008 року за його ініціативи проводиться конкурс мультимедійних уроків історії з використанням інтерактивної дошки. Автор тестових завдань з інтегрованого курсу історії стародавнього світу та України (2007, 2009).
Член журі першого (2007, 2016) та другого туру (2006, 2009, 2016) всеукраїнського конкурсу «Учитель року» у номінації «Історія», член оргкомітету І, ІІ Міжнародної олімпіади з всесвітньої історії.

### Скандали
Судився з Українським гуманітарним ліцеєм КНУ ім. Т. Шевченка.[джерело?]